# GNU Octave
 (septembre 2012).
Si vous disposez d'ouvrages ou d'articles de référence ou si vous connaissez des sites web de qualité traitant du thème abordé ici, merci de compléter l'article en donnant les références utiles à sa vérifiabilité et en les liant à la section « Notes et références ».
GNU Octave est un logiciel libre de calcul numérique comparable à MATLAB et à Scilab. Ce n'est pas un logiciel de calcul formel. Le logiciel est développé puis maintenu pour le projet GNU par John W. Eaton.

## Histoire
Le projet a été conçu aux alentours de 1988. Le véritable développement est commencé par John W. Eaton en 1992. La première version (alpha) sort le 4 janvier 1993. La version 1.0 est rendue disponible le 17 février 1994. La version 2 a été publiée en 1995, la version 3 en décembre 2007 et la version 4 le 29 mai 2015.
Le nom Octave vient d'Octave Levenspiel (en), ancien professeur de génie chimique de John W. Eaton, qui était connu pour son aptitude à donner de bonnes approximations à des problèmes numériques.

### Licence
Comme Octave est distribué sous GNU GPL v3, il peut être librement distribué et utilisé.

## Détails techniques
Octave est écrit en C++. Il utilise la bibliothèque STL.

### Octave, le langage
Octave est l'interprète du langage Octave.
Octave est un langage interprété. C'est un langage de programmation structuré comme le langage C, qui accepte de nombreuses constructions de la bibliothèque standard du C. Il peut être étendu pour accepter les fonctions et les appels systèmes Unix.

### Support de fonctions écrites dans un autre langage
Des fonctions écrites en C++ peuvent être utilisées dans l'environnement Octave. Le fichier source porte généralement l'extension '.cc', car écrit en C++ et la fonction compilée à l'aide de mkoctfile porte l'extension '.oct'.
Ceci permet de travailler avec l'environnement souple d'Octave tout en ayant la vitesse d'exécution d'un programme compilé.

### Syntaxe
Pour la plupart des commandes, sa syntaxe est celle de MATLAB et une programmation soigneuse permet de faire fonctionner des scripts Octave sur MATLAB.

### Support des systèmes d'exploitation
Il fonctionne sur la plupart des systèmes d'exploitation Unix, ainsi que sur Microsoft Windows.

### Précision numérique
Octave fonctionne avec des nombres réels comme complexes. On peut par exemple écrire exp(i*pi) et obtenir le résultat -1, à la précision de calcul de la machine près. Sur un Core i7 3770 sous Ubuntu 13.0, la réponse est :
ans = -1.0000e+00 + 1.2246e-16i

### Fonctionnalités graphiques
Octave dispose d'un moteur de rendu graphique intégré (basé sur OpenGL et FLTK) pour créer les graphiques et les diagrammes, pour les enregistrer et les imprimer. Alternativement, le rendu graphique peut se faire avec le logiciel tiers gnuplot.
Des fonctionnalités de tracé graphique simples en couleurs (2D, surfaces, etc.) sont disponibles directement dans le langage. Elles permettent des superpositions de courbes, leur mise à jour en temps réel et la juxtaposition de graphiques dans des grilles simples. Cette possibilité est utile pour suivre la convergence d'algorithmes d'analyse numérique ou d'automatique ainsi que pour représenter un espace des phases simple.

### Support des graphes orientés
Dans la version 4.0.3, Octave ne supporte pas les graphes orientés. La fonction MATLAB digraph() donne une erreur.

## Usage
Octave, du fait qu'il traite directement les vecteurs et matrices (comme APL, mais sans avoir besoin de caractères spéciaux) permet de programmer très vite et de façon lisible des applications de recherche opérationnelle. C'est par exemple, et parce qu'il est libre, le langage qui a été retenu pour les cours Machine Learning de Stanford sur Coursera, MATLAB restant bien entendu utilisable.